# Chinesisches Richtschwert (kurzes Heft)
Ein Chinesisches Richtschwert (kurzes Heft)  ist ein Richtschwert aus China.

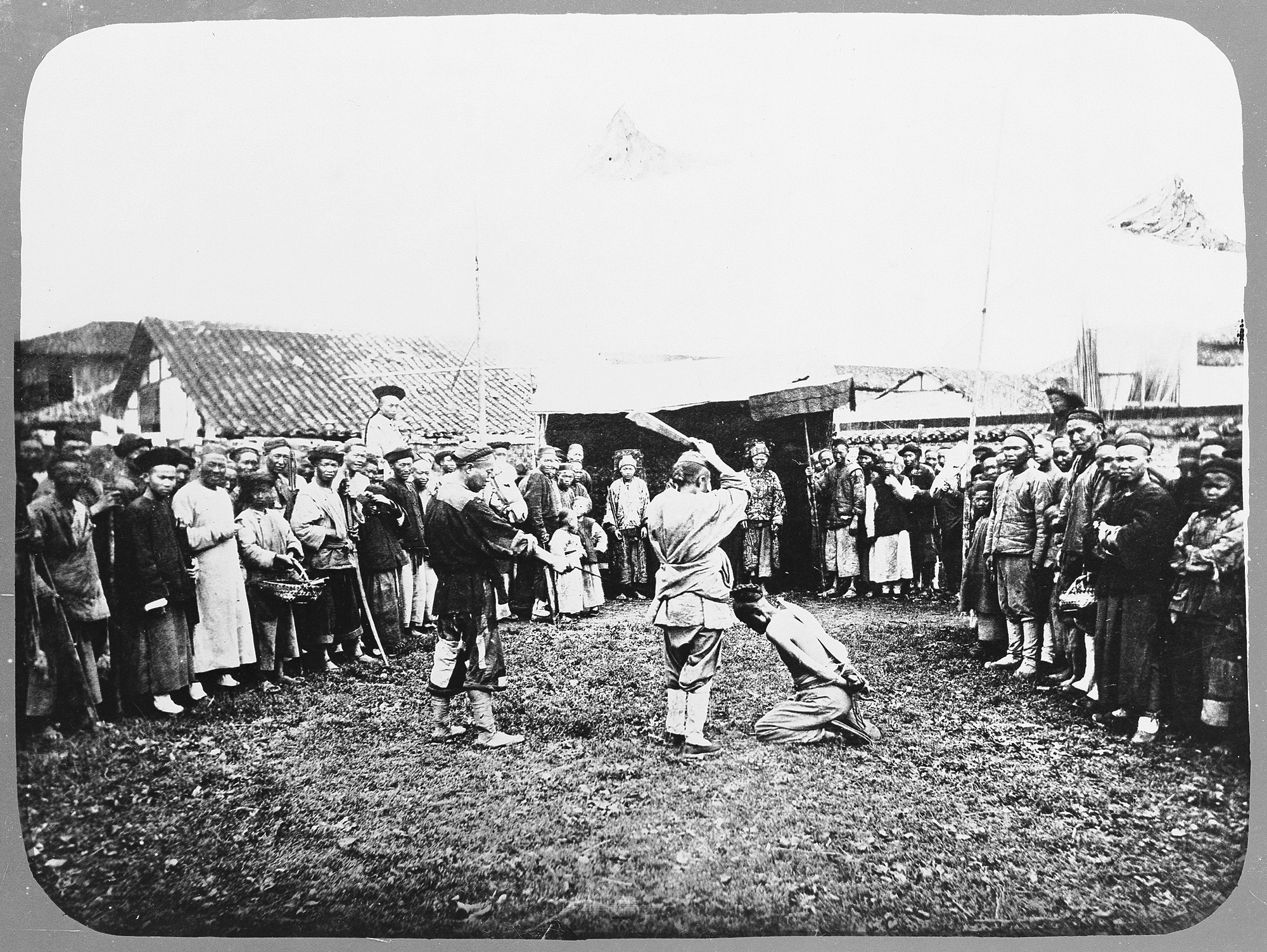
Enthauptung mit einem kurzen Richtschwert während der Qing-Dynastie, China

## Beschreibung
Ein Chinesisches Richtschwert (kurzes Heft) hat eine schwere, breite, einschneidige Klinge. Die Klinge wird vom Heft zum Ort breiter und ist leicht gebogen. Der Ort ist abgeschrägt. Die Klinge ist glatt oder mit mehreren, schmalen Hohlschliffen gearbeitet. Das Heft besteht aus Metall und ist je nach Version mit oder ohne Parier ausgestattet und mit Stoff  umwickelt. Der Knauf ist als Ring gearbeitet oder mit einer flachen Platte versehen. Es gibt verschiedene Versionen. Diese Richtschwerter wurden in China benutzt.